# Uvéite antérieure
L'uvéite antérieure est une inflammation du tissu uvéal antérieur de l'œil, c'est-à-dire de l'iris et/ou du corps ciliaire (irido-cyclite si les deux sont touchés). L'inflammation peut découler d'une infection ou de maladies dites « de système » incluant des maladies auto-immunes. Les ophtalmologues distinguent aisément avec leur biomicroscope (en) les uvéites antérieures des uvéites intermédiaires (affectant la pars plana) et des uvéites postérieures (affectant la choroïde). L'uvéite antérieure granulomateuse bilatérale est dite ophtalmie sympathique. 

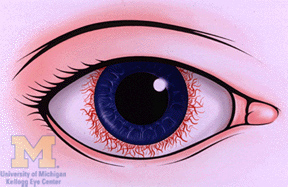
Vasodilatation concentrique des vaisseaux conjonctivaux limbiques, péricornéens
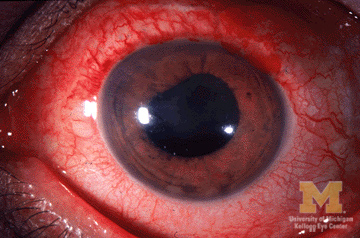
Inflammation de la partie antérieure du globe oculaire
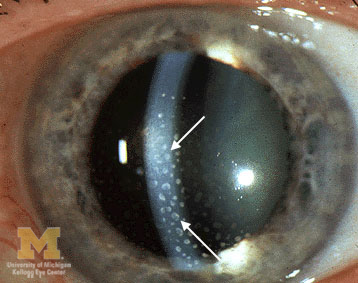
Précipités rétrocornéens détectés à la lampe à fente (en)